# Soft White
Soft White jest dziewiątym studyjnym albumem amerykańskiego rapera Mack 10. Został wydany 29 września, 2009 roku.
Album zadebiutował na 141. miejscu na Billboard 200 ze sprzedażą 3.900 egzemplarzy.

## Lista utworów
1. "Big Balla" (feat. Glasses Malone & Birdman)
2. "So Sharp" (feat. Rick Ross, Lil Wayne & Jazze Pha)
3. "Hoo-Bangin’ II" (feat. Glasses Malone)
4. "Mirror, Mirror"
5. "Hood Famous" (feat. J. Holiday)
6. "It's Your Life" (feat. Anthony Hamilton)
7. "Street Shit" (feat. Glasses Malone & Butch Cassidy)
8. "Clack Clack" (feat. Akon & Red Cafe)
9. "Pushin'"
10. "Tonight"
11. "Dedication {To The Pen}"
12. "Dope Boy" (utwór dodatkowy)